# Mitsuoka Orochi
La Mitsuoka Orochi (光岡大蛇) est une voiture de sport du constructeur automobile japonais Mitsuoka. Produite à partir de 2006, elle n'a été vendue qu'en Asie et est connue pour son style excentrique.
La voiture tire son nom du Yamata-no-Orochi (ou simplement Orochi), un dragon à huit têtes de la mythologie japonaise. En effet, plusieurs pièces du modèle proviennent de huit célèbres voitures japonaises des années 1990-2000 :
- la calandre provient de la Nissan Cima
- les phares avant proviennent de la Toyota Aristo
- les portes proviennent de la Toyota Sera (en)
- la pare-chocs arrière provient de la Mazda RX-7
- les phares arrière proviennent de la Nissan Skyline GT-R
- l'aileron arrière provient de la Subaru Legacy Blitzen
- le moteur provient de la Toyota Camry
- le châssis provient de la Honda NSX

## Historique
Le modèle est présenté pour la première fois sous forme de concept-car au Salon de l'automobile de Tokyo en 2001. Une deuxième version du concept-car est présentée à l'édition 2003, et enfin, la version cabriolet Nude Top à l'édition 2005.
L'Orochi de série a officiellement été présentée en octobre 2006 pour une production limitée à 400 exemplaires à un prix de vente d'environ 75 000 €. Elle sera commercialisée à partir de 2007 et dispose d'un châssis en aluminium emprunté à la Honda NSX et d'un moteur Toyota, le 3MZ-FE.
Un quatrième concept-car verra le jour et sera présenté à l'édition 2007 du Salon de l'automobile de Tokyo, après le début de la commercialisation du modèle de série ': l'Orochi Kabuto, dont le nom provient d'un casque porté par les samouraïs. Elle est équipée d'un kit carrosserie, d'un aileron arrière et de panneaux en fibre de carbone.
Ayant des difficultés à écouler sa production, Mitsuoka décide de lancer plusieurs versions spéciales de l'Orochi.
- La première est l'Orochi Zero, une version moins raffinée mais aussi moins chère que l'originale, lancée en 2008[3]. La sellerie en cuir et l'Alcantara sont remplacés par du cuir synthétique et plusieurs pièces en acier par des matériaux moins coûteux. Le prix de vente sera abaissé de deux millions de yens (environ 15 000 €)[4] et le modèle sera produit à vingt exemplaires[3].
- En 2009, Mitsuoka propose une nouvelle version de la Kabuto, développant plus de puissance et produite à 5 exemplaires[3].
- Toujours en 2009, Mitsuoka s'associe au fabricant de guitares américain Rickenbacker pour proposer une édition spéciale de l'Orochi (également de la Himiko, un autre modèle de la marque) dotée d'un garnissage intérieur composé d'éléments en bois. Le prix de cette option s'élevait à 700 000 yens (environ 5 300 €). Cette Orochi fut produite à 5 exemplaires (comme la Himiko)[3],[5]
- En 2010 est lancée la Gold Premium. Elle dispose d'un intérieur recouvert d'Alcantara et d'une peinture bi-ton blanche avec des reflets dorés. Elle arbore le spoiler et l'aileron de la Kabuto ainsi que des sorties d'échappement dédoublées. Elle sera produite à 20 exemplaires[3].
- En 2014, l'Orochi Final Edition est lancée et marque la dernière année de production du modèle. Elle dispose de teintes spécifiques et est vendue à environ 90 000 € pour une production de 5 exemplaires[3].
- Cependant, la Final Edition n'est pas la dernière, puisqu'en novembre 2014, Mitsuoka commercialise l'Orochi Evangelion Edition, créée en partenariat avec la branche japonaise de la chaîne de commerces de proximité 7-Eleven pour célébrer les vingt ans de la série animée japonaise Neon Genesis Evangelion. Elle se démarque par sa peinture multicolore qui rappelle l'Evangelion Unité-01, le robot principal de la série. Fabriquée sur la base de la Gold Premium, elle fut produite à onze exemplaires valant chacun environ 110 000 €[3],[6]
- La dernière édition spéciale commercialisée à ce jour est la Devilman Orochi, sortie en 2018. Il s'agit d'un modèle d'occasion très peu kilométré que Mitsuoka a récupéré et modifié dans le cadre d'une collaboration avec le mangaka Gō Nagai pour la sortie sur Netflix de la série Devilman Crybaby, tirée du manga Devilman, datant de 1972. La voiture arbore une peinture rouge et noire ainsi que des jantes spécifiques. Il s'agit d'un exemplaire unique dont l'acquéreur fut désigné par un tirage au sort, pour un prix d'un peu moins de vingt millions de yens (environ 150 000 €), faisant de cette édition la plus chère de toutes les Orochi[7].

## Galerie

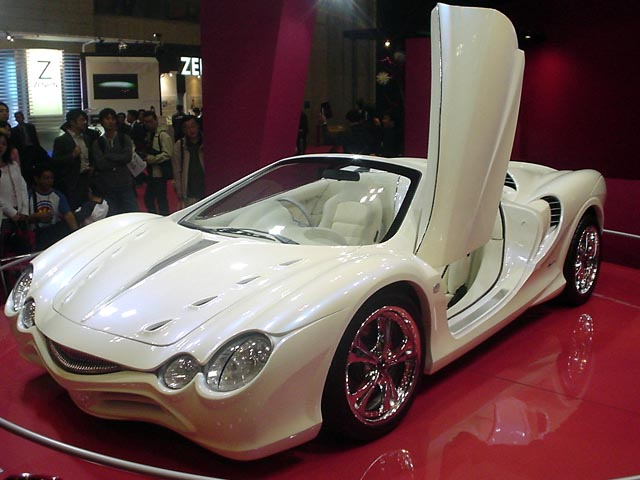
Mitsuoka Orochi Nude Top au Salon de l'automobile de Tokyo en 2005
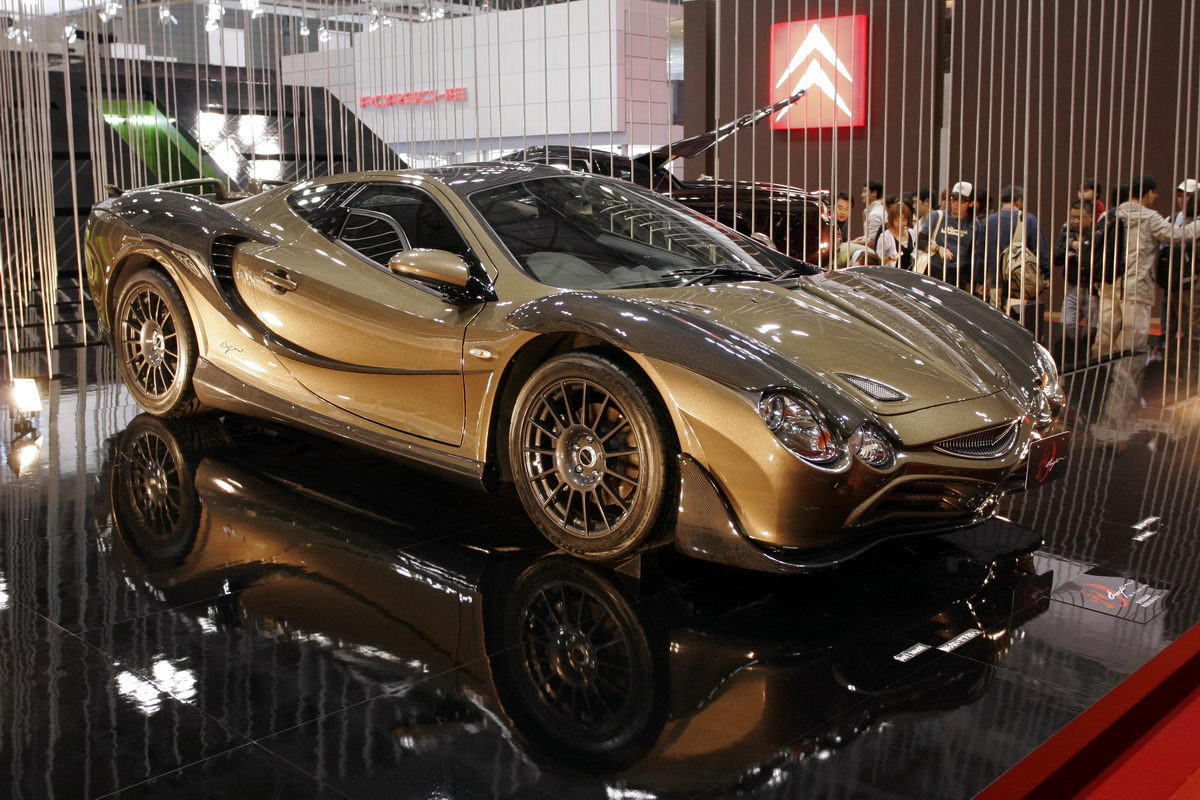
Mitsuoka Orochi Kabuto au Salon de l'automobile de Tokyo en 2007
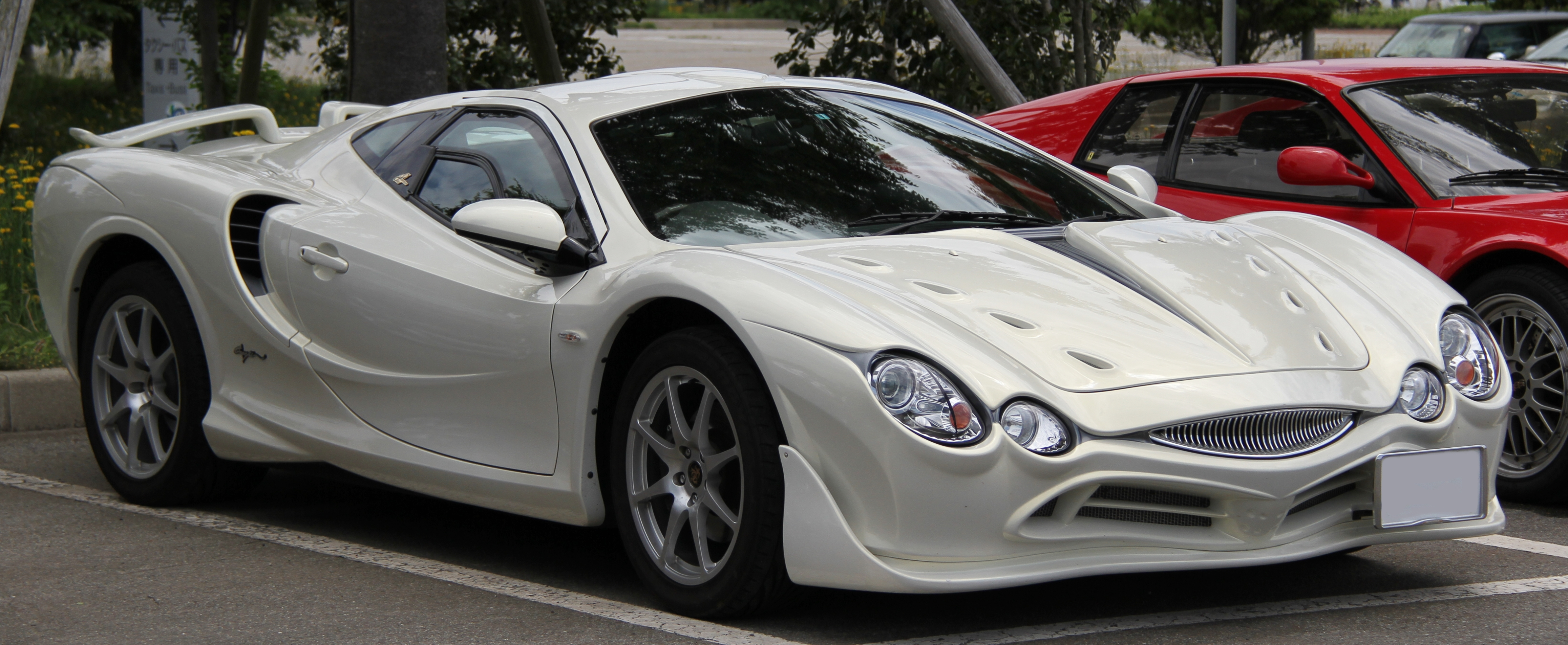
Mitsuoka Orochi Gold Premium
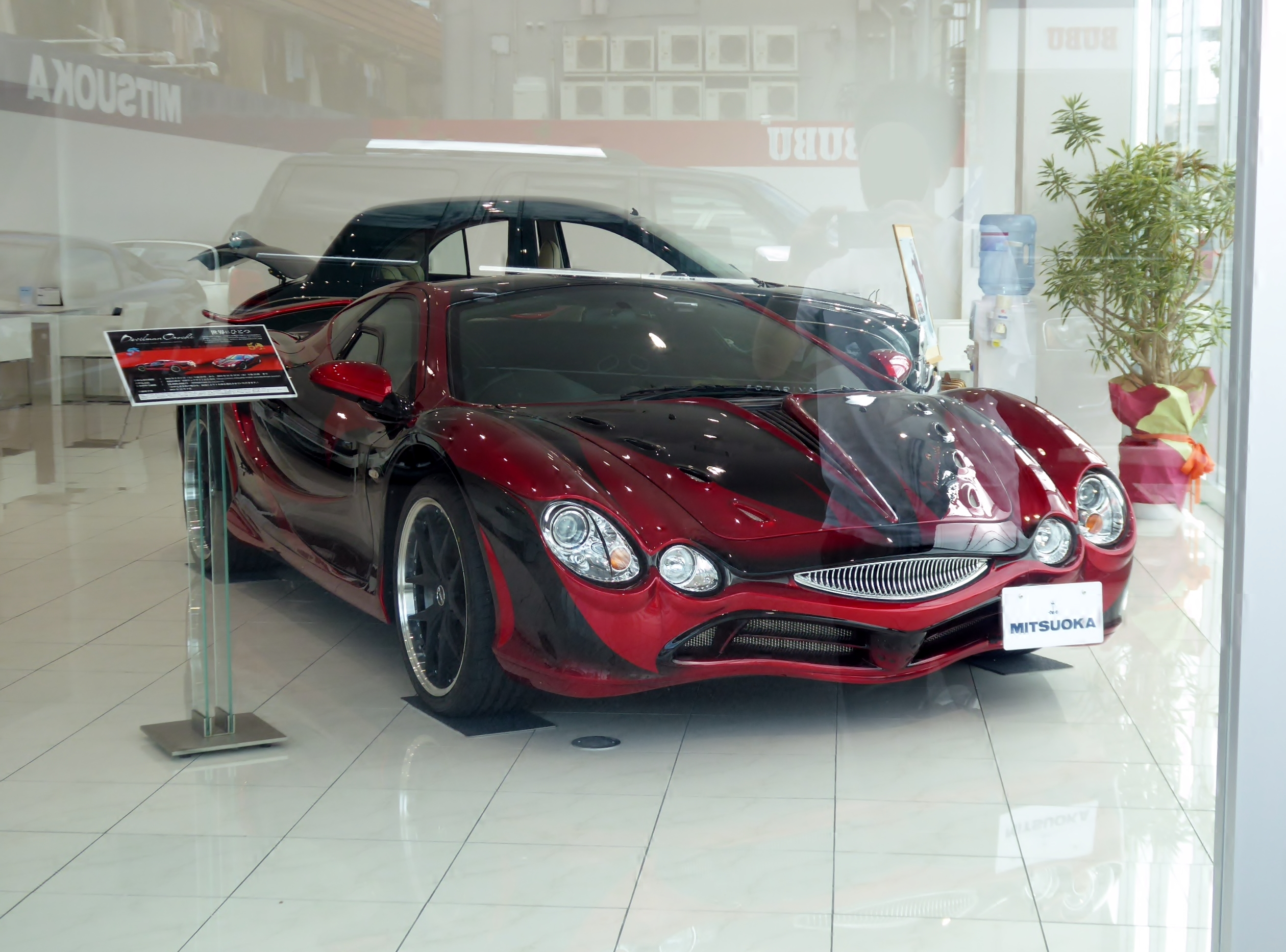
Mitsuoka Devilman Orochi